# Avel·lí Artís-Gener
Avel·lí Artís-Gener (Barcelona, 28 de maio de 1912 — 7 de maio de 2000) foi um escritor, desenhista, pintor e cenógrafo espanhol. Utilizava o pseudônimo de Tísner, união das três letras finais de seus sobrenomes.

## Biografia

Cartão postal com vista da Cidade do México, publicado pelo Editorial Decoración da coleção "Aerodibujos"

Combateu durante a Guerra Civil espanhola junto aos republicanos, e durante o período do franquismo, se exilou no México, onde foi cartunista satírico, cartunista publicitário, jornalista, pintor e cenógrafo para cinema, teatro e televisão. Regressou a Barcelona em 1965, onde continuou sua atividade profissional em língua catalã, evitando ao máximo o uso do castelhano.
Foi um dos mais destacados autores do exílio catalão, possuindo uma obra na qual se destaca a sua visão satírica do mundo e da realidade política, recebendo em 1997 o Premi d'Honor de les Lletres Catalanes. Dirigiu o semanário humorístico L'Esquella de la Torratxa, ao lado do amigo Pere Calders.
Em 6 de junho de 2012, a Generalidade da Catalunha e a prefeitura de Barcelona comemoraram o centenário de nascimento de Tísner com um ano de eventos e homenagens.

### Morte
Tísner morreu em 7 de maio de 2000 aos 87 anos, vítima de um ataque do coração. Doou sua biblioteca pessoal com cerca de 4700 documentos, entre livros e correspondências, à Biblioteca da Catalunha.

## Obras
- 1945 556 Brigada Mixta
- 1966 Les dues funcions del circ
- 1967 Guia inútil de Barcelona
- 1968 Paraules d'Opòton el Vell
- 1969 Prohibida l'evasió (Prêmio Prudenci Bertrana)
- Al cap de vint-i-sis anys
- 1972 L'Enquesta del Canal 4 (Prêmio Sant Jordi)
- 1974 El pla de la calma
- Història en historieta de Catalunya
- Les nostres coses
- 1980 Festes populars a Catalunya
- Lluminosa, acolorida Barceloneta
- 1981 Mèxic: una radiografia i un munt de diapositives
- 1983 Els gossos d'Acteó
- 1984 L'invent més gran del segle vint
- 1985 L'arriscada expedició dels pitecantrops del Montgrony
- 1985 Trenquem-nos una mica la closca?
- 1986 El boà taronja
- Viure i veure (memórias em 4 volumes: 1989, 1990, 1991 e 1996)
- Vicenç Riera Llorca: fent memòria.
- Els mots encreuats de Tísner.
- 1997 Ciris trencats (La Campana)
- 1998 Més ciris trencats (La Campana)